# Lijst van voetbalinterlands Nederland - Noord-Ierland (vrouwen)
Deze lijst van voetbalinterlands is een overzicht van alle voetbalwedstrijden tussen de nationale vrouwenteams van Nederland en Noord-Ierland. Nederland en Noord-Ierland hebben vier keer tegen elkaar gespeeld. De eerste wedstrijd was op 19 maart 1990 in Belfast. 

## Wedstrijden
| № | Plaats      | Datum             | Competitie           | Wedstrijd                 | Uitslag |
| - | ----------- | ----------------- | -------------------- | ------------------------- | ------- |
| 1 | Belfast     | 19 maart 1990     | EK 1991 kwalificatie | Noord-Ierland − Nederland | 0 − 6   |
| 2 | Kaatsheuvel | 22 september 1990 | EK 1991 kwalificatie | Nederland − Noord-Ierland | 9 − 0   |
| 3 | Eindhoven   | 6 april 2018      | WK 2019 kwalificatie | Nederland − Noord-Ierland | 7 − 0   |
| 4 | Portadown   | 8 juni 2018       | WK 2019 kwalificatie | Noord-Ierland − Nederland | 0 − 5   |

## Samenvatting
| Competitie      | Totaal gespeeld | Winst Nederland | Gelijk | Winst Noord-Ierland | Doelsaldo Nederland – Noord-Ierland |
| --------------- | --------------- | --------------- | ------ | ------------------- | ----------------------------------- |
| WK-kwalificatie | 2               | 2               | 0      | 0                   | 12 − 0                              |
| EK-kwalificatie | 2               | 2               | 0      | 0                   | 15 − 0                              |
| Totaal          | 4               | 4               | 0      | 0                   | 27 − 0                              |